# Georges Gorse
Georges Gorse est un homme politique et diplomate français, né le 15 février 1915 à Cahors et mort le 17 mars 2002 à Paris.
Formé en lettres classiques à l’École normale supérieure, il rejoint pendant la guerre la France libre du général de Gaulle, pour lequel il remplit des missions diplomatiques. Après le conflit, il exerce de multiples fonctions diplomatiques et politiques, dont ministérielles, pour la IVe République, puis la Ve République. Il est classé gaulliste de gauche.

## Biographie

### Jeunesse et études
Georges Gorse naît en pleine première guerre mondiale, en 1915, de Maurice Gorse, attaché au contentieux de la compagnie du chemin de fer de Paris à Orléans, et d’Esilda Duclos. Sa famille est d’origine modeste.
Orphelin de père et de mère à l'âge de 5 ans, il est élevé par ses grands-parents maternels à Nantes, en Loire-Inférieure, et aux Sables-d'Olonne, en Vendée.
Des études brillantes lui permettent d'intégrer l'École normale supérieure en 1936, et d'être reçu à l'agrégation de lettres classiques en 1939.

### Parcours professionnel et politique
Dès l'agrégation obtenue, Georges Gorse part en 1939 en Égypte où il est professeur au lycée français du Caire. Il devient ensuite maître de conférences à l'université du Caire où il rencontre sa future femme, Nadine Gelat, une Égyptienne. Il est un des premiers à répondre à l'appel du général de Gaulle dès juin 1940 et dirige les services d'information de la délégation de la France libre au Proche-Orient.
En janvier 1943, il participe à la mission diplomatique de la France combattante envoyée en Union soviétique, puis il entre la même année au cabinet du futur président du gouvernement provisoire, le général de Gaulle, à Alger. C'est là que les gaullistes écartent le général Giraud et débauchent, pour les faire entrer dans la division Leclerc, les soldats enrôlés dans les corps francs organisés par les Américains. En 1944, le Conseil de l'ordre de la Libération le nomme à l'Assemblée consultative provisoire. En août, il remonte les Champs-Élysées dans Paris libéré, derrière le général de Gaulle.
Son engagement au cours de la guerre lui vaut la médaille de la Résistance.
Il est élu député socialiste SFIO de la Vendée à la première et à la seconde Assemblée nationale constituante, et est réélu en 1946 à la première Assemblée nationale de la Quatrième République, toujours avec l’étiquette de la SFIO (socialiste). Il choisit de siéger à la commission des affaires étrangères.
Il est très brièvement sous-secrétaire d'État aux Affaires musulmanes dans le gouvernement Blum (de décembre 1946 à janvier 1947), sous-secrétaire d'État à la France d'outre-mer dans le gouvernement Bidault (d’octobre 1949 à février 1950), puis délégué-adjoint de la France à l'ONU en 1950.
Battu aux élections législatives de 1951, il est désigné pour être membre de l'Assemblée de l'Union française.
En 1957, Guy Mollet le choisit pour être le premier ambassadeur de France auprès de la Tunisie nouvellement indépendante de Habib Bourguiba. Le général de Gaulle le confirme dans ce poste à son retour au pouvoir en 1958, puis il le nomme, peu après la signature du traité de Rome, représentant permanent du Gouvernement français auprès des Communautés européennes en 1959.
À la suite des accords d'Évian avec le FLN, le général de Gaulle, renouvelant l'expérience de Tunisie, le nomme ambassadeur de France en Algérie, poste qu'il occupe de 1963 à 1967.
Sous la Ve République, il est élu député des Hauts-de-Seine sous les couleurs gaullistes (de l’UNR-UDT puis du RPR) de 1967 à 1997. Il occupe à nouveau des fonctions ministérielles dans les gouvernements Debré, Pompidou et Messmer : il est ainsi successivement secrétaire d’État aux Affaires étrangères puis ministre de la Coopération de Debré, ministre de l’Information de Pompidou en 1967 et ministre du Travail, de l’Emploi et de la Population de Messmer en 1973.
Déjà élu en 1967 député à l'Assemblée nationale et conseiller général des Hauts-de-Seine, il entame à 56 ans une seconde carrière, qui dure vingt ans, de 1971 à 1991, en tant que maire de la deuxième ville de la région parisienne par sa taille, Boulogne-Billancourt ; la ville lui doit en particulier d'avoir fait dévier l'intense trafic routier par le nord et le sud de la commune. Il conserve son mandat de conseiller général jusqu'en 1988.

### Positionnements politiques
Ce gaulliste de gauche fonde en 1968 le « Mouvement pour l'indépendance de l'Europe », préfigurant assez largement le souverainisme qui verra ultérieurement se rapprocher des membres de la droite et de la gauche opposés au fédéralisme européen.
Ses compétences reconnues d'orientaliste, lui valent d'être en 1975 chargé de mission au Proche-Orient, à Damas et à Beyrouth, par le président Giscard d’Estaing.
Georges Gorse, bon connaisseur du monde et de la civilisation arabe, s’oppose à la guerre du Golfe en 1991.

## Vie privée
Le 17 février 1942, âgé de 27 ans, Georges Gorse épouse Nadine Gelat au Caire. Ils sont les parents de Corinne Gorse, alias Kriss, animatrice de radio et célèbre voix de France Inter (1948-2009), de Pierre-François Gorse, artiste peintre (1945-2011), et de Marine.

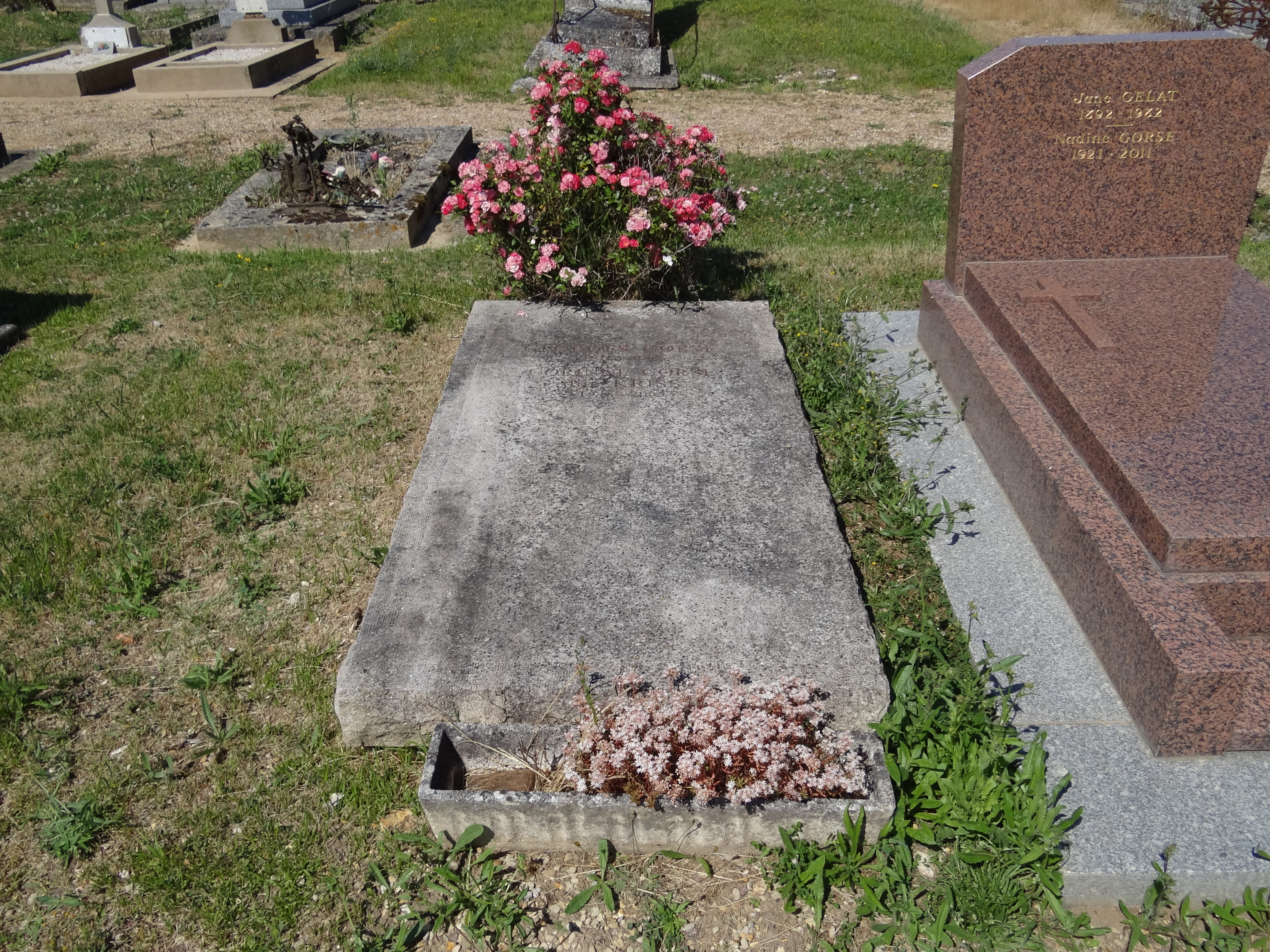
La tombe de Georges Gorse au cimetière de Prunay-en-Yvelines (Yvelines).

Georges Gorse meurt le 17 mars 2002 dans le 5e arrondissement de Paris et est enterré au cimetière de Prunay-en-Yvelines. Son épouse Nadine meurt en 2011 à l’âge de 94 ans.

## Anecdote
Une anecdote étrange fut révélée dans un épisode de Faites entrer l'accusé concernant l'affaire Alain Lamare à la 48e minute de ce documentaire par Jean-Marie Deroy (journaliste, Le Courrier picard). En mars 1979, Alain Lamare aurait volé la voiture de Georges Gorse pendant qu'il faisait ses courses à Rambouillet alors qu'il avait laissé les clefs de son véhicule sur le tableau de bord. Le luxueux véhicule tombe en panne sur l'autoroute du Nord ; Alain Lamare, se faisant passer pour « le fils de M. Gorse le ministre » fut secouru par une brigade de CRS en faisant appel à un dépanneur, puis Alain Lamare prit la fuite, après avoir été déposé à une station service[source insuffisante].

## Décorations
- Commandeur de la Légion d'honneur (décret du 11 juillet 1997)[7],[1] ;
- Médaille de la Résistance française[1] ;
- Grand officier de l'ordre national du Dahomey ;
- commandeur de l'ordre du Mérite centrafricain ;
- ordre de la République tunisienne.

## Hommage
- Un quai de bord de Seine porte son nom à Boulogne-Billancourt, ville dont il a été le maire pendant vingt ans, de 1971 à 1991. Le quai Georges-Gorse se situe au sud du pont de Sèvres et fait face à l’île Seguin.

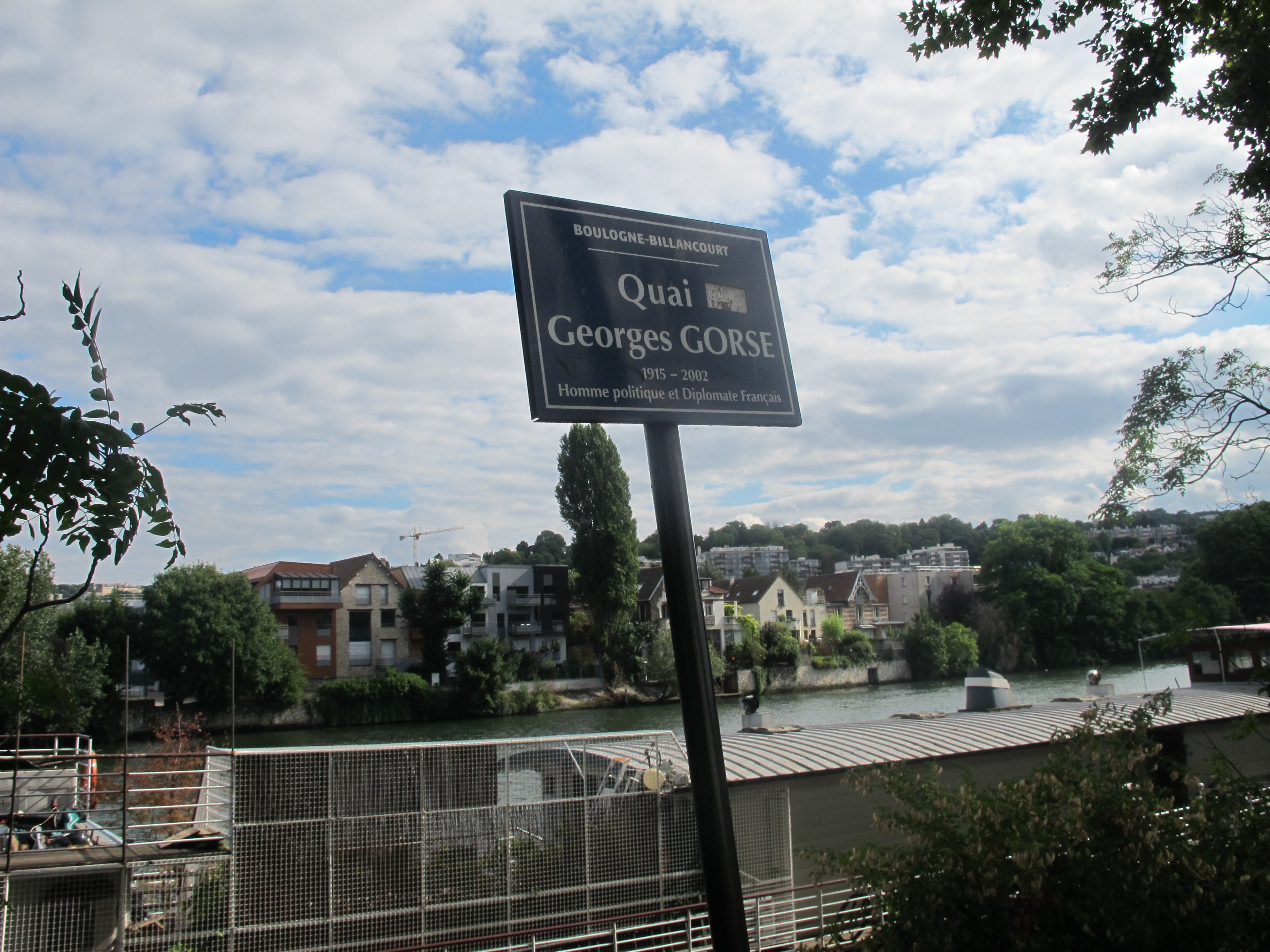
Plaque indiquant le quai Georges-Gorse dans la ville de Boulogne-Billancourt, dont Georges Gorse a été le maire.

## Œuvres
- Dimensions de la guerre, suivi de Des Héros et des chefs, Beyrouth, impr. du journal La Syrie et l'Orient, 1943.
- L'URSS et le problème allemand (à travers la presse soviétique de novembre 1942 à août 1943), Alger, Office français d'édition, s. d.
- Je n'irai pas à mon enterrement, Paris, Plon, 1992  (ISBN 2-259-02502-1).